# Wolfgang Foges
Wolfgang Foges (geboren 27. Februar 1910 in Wien, Österreich-Ungarn; gestorben 6. März 1986 in London) war ein österreichisch-britischer Verleger.

## Leben
Wolfgang Foges war ein Sohn des aus Böhmen stammenden Wiener Gynäkologen Arthur Foges und der Helene Kuffler, er hatte zwei Brüder. Seine Schulzeit absolvierte er in Wien und in Internaten in Schweden und Deutschland. Nach dem Abitur wurde Foges Journalist und kam dabei mit dem gleichaltrigen Bruno Kreisky zusammen. Er war an der Gründung der Zeitschrift Die neue Jugend beteiligt und leitete die Modezeitschrift Moderne Welt, die er in der Tschechoslowakei drucken ließ. Nach dem Februarputsch 1934 emigrierte Foges mit seiner Frau Katharina Schütte nach England, ihr Sohn Peter Foges wurde Filmregisseur in New York City.
Foges gründete 1937  in London die Book-packager Firma Adprint, die im  Auftrag von Allen Lane und William Collins arbeitete. Er schuf unter anderem die Buchreihe Britain in Pictures mit über 100 Titeln. Er war an der Kreation der Serie The New Naturalist beteiligt. Foges schuf neuartige, informative, rational und modern gestaltete Sachbücher. Er arbeitete unter anderem mit dem ebenfalls geflohenen Grafiker F. H. K. Henrion zusammen. Auch Walter Neurath (1903–1967), der 1949 Thames & Hudson gründete, und Paul Steiner arbeiteten eine Zeit bei ihm.
Während des Zweiten Weltkriegs arbeitete Foges für das British Ministry of Information. Im Jahr 1941 erhielt er die britische Staatsbürgerschaft. Für das Colonial Office schuf er nach dem Krieg die Buchreihe Corona Library. Nachdem er Adprint wegen Finanzierungsproblemen an die British Printing Corporation abgeben musste, stieg er bei Aldus Books ein und gründete Rathboune Books, wo die Buchreihe Wonderful World herauskam.